# غياث الدين محمد حافظ الرازي
خواجة غياث الدين محمد حافظ الرازي (توفي في نيسان/أيار 1422) كان رجل دولة وقائدًا عسكريًا إيرانيًا خدم الإمبراطورية التيمورية في أوائل القرن الخامس عشر.
كان حافظ الرازي من مواليد مدينة يزد في جنوب إيران، وكان صوفيًا يحفظ القرآن الكريم ويستطيع التحدث بسبع لغات. بدأت حياته المهنية في خدمة الأمير التيموري إسكندر [الإنجليزية]، الذي عينه نائبًا له. وبحسب كتاب معز الأنساب فإن الحافظ الرازي كان أيضًا الوزير الأول لإسكندر.